# 名人冠軍戦
名人冠軍戦（めいじんかんぐんせん、名人冠軍賽）は、台湾の囲碁の棋戦。2020年に創設。第3回からは名人戦（名人賽）。
- 主催 海峰棋院、(1-3回)培生文教基金会
- 協賛 (4回)培生文教基金会
- 優勝賞金 180万台湾元

棋城囲棋ネット、野狐囲棋ネット、奕客囲棋でネット中継される。

## 方式
- 32名のトーナメントで実施。準決勝は三番勝負、決勝は七番勝負。上位2名は次期本戦にシード。
- コミは6目半
- 持時間は、予選は各2時間、1分の秒読み3回。本戦は各3時間、1分の秒読み5回。

## 歴代優勝者と決勝・準決勝
- 第1回 2020年 林君諺 4-2 許皓鋐　（林君諺 2-0 楊博崴、許皓鋐 2-0 陳詩淵）
- 第2回 2021年 許皓鋐 4-1 王元均　（許皓鋐 2-0 林君諺、王元均 2-0 徐靖恩）
- 第3回 2022年 許皓鋐 4-0 林君諺　（許皓鋐 2-0 陳禧、林君諺 2-0 賴均輔）
- 第4回 2023年 賴均輔 4-0 陳祈睿　（賴均輔 2-0 王元均、陳祈睿 2-0 蕭正浩）
- 第5回 許皓鋐棋王 4:1 林君諺九段